# Mentzelia marginata
Mentzelia marginata là một loài thực vật có hoa trong họ Loasaceae. Loài này được (Osterh.) H.J. Thomps. & Prigge mô tả khoa học đầu tiên năm 1986.